# Bill Henson
Bill Henson (* 7. října 1955, Melbourne) je australský fotograf.

## Život a dílo
Henson vystavoval na národní i mezinárodní úrovni v galeriích, jako je Guggenheimovo muzeum v New Yorku, Benátské bienále, Národní galerie ve Victorii v Melbourne, Galerie umění Nového Jižního Walesu v australském Sydney nebo ve Francouzské národní knihovně v Paříži. Jeho současná praxe zahrnuje pořádání jedné výstavy v Austrálii každé dva roky a až tří výstav v zahraniční každý rok.
V celé jeho tvorbě je typické použití šerosvitu, kterého dosahuje podexponováním a úpravám v tisku. Účelem použití bokehu jeho fotografií je poskytnout malířskou atmosféru. Práce je často prezentovány jako diptychy, triptychy nebo v jiných seskupeních. Výstavy kurátoruje sám Henson, aby odrážely „smysl pro muzikálnost“.
V Hensonových dílech se opakuje dualita, často v kombinaci s adolescenty. Často používá zploštělou perspektivu pomocí teleobjektivu. Jeho práce jsou často ve formě inscenovaných scén, ve kterých jsou tváře portrétovaných často rozmazané nebo částečně zastíněné a přímo nesměřují k divákovi.
Henson uvádí, že se nezajímá o politickou ani sociologickou agendu.

## Vzdělání
Henson vyrůstal na východním předměstí Melbourne a studoval vizuální umění a design v letech 1974–1975 na vysoké škole Prahran College of Advanced Education, kde byl v té době vedoucím katedry fotografie Athol Shmith a lektoři John Cato a Paul Cox. Studium Henson nedokončil, ale jeho devatenáct let staré dílo bylo Shmithem doporučeno Jennie Boddingtonové, kurátorce fotografie v Národní galerii ve Victorii, a díky tomu zde měl Henson v roce 1975 svou první samostatnou výstavu.
Od svého studentského období až do uzavření podniku v roce 1980, pracoval v knihkupectví Margarety Webberové na adrese 343 Little Collins Street Melbourne, která se specializovala na luxusní knihy o baletu, tanci a vizuálním umění. Když opustil knihkupectví, cestoval a fotografoval ve východní Evropě. Krátce učil na Viktoriánské vysoké škole umění v Melbourne. Hensonův dlouhodobý vztah s luministickým malířem Louisem Hearmanem, s nímž se setkal v roce 1981 na viktoriánské vysoké škole umění, byl označen jako ten, kdo jejich umění ovlivnil. Hearman v roce 2014 získal ocenění Moran portrait prize, v Austrálii nejvíce dotované ve výši 150 000 dolarů za jeho dvojportrét Billa Hensona.

## Kontroverze

### Zabavené fotografie
Dne 22. května 2008 byla zrušena vernisáž výstavy Billa Hensona 2007–2008 v galerii Roslyn Oxley9 v Paddingtonu v Sydney poté, co bylo podáno osm individuálních stížností policii od lidí, kteří vyjádřili obavy ohledně e-mailové pozvánky z galerie na „soukromé zobrazení“, které zobrazovaly fotografie nahé třináctileté dívky. Hetty Johnston, obhájkyně sociálně právní ochrany dětí, rovněž podala stížnost na policii v Jižním Walesu. Téhož dne také novinářka časopisu Sydney Morning Herald, Miranda Devine, v reakci na e-mailovou pozvánku napsala děsivý článek, který po celý den vyvolal prudký rozhovor a mediální diskuse. Při odstraňování fotografií z galerie policie našla i další fotografie nahých dětí mezi různými velkoformátovými fotografiemi nefigurativních subjektů, které se později pokusily prozkoumat pro účely určení jejich právního postavení podle zákona o trestných činech NSW a dítěte právní předpisy o ochraně. Po diskusích s galerií a rozhodnutí Hensona galerie zrušila vernisáž a výstavu odložila.
Dne 23. května bylo oznámeno, že řadu snímků na výstavě zabavil místní policejní velitel Alan Sicard s úmyslem obvinit Billa Hensona, vedení Galerie nebo oba za „zveřejnění nemravného subjektu“ podle trestního zákona. Zabavené fotografie byly také odstraněny z internetové stránky galerie Roslyn Oxley9 Gallery, kde byla k nahlédnutí celá série online.
Tato situace vyvolala národní debatu o cenzuře. V televizním rozhovoru premiér Kevin Rudd uvedl, že obrazy považoval za „naprosto odporné“ a že neměly „žádnou uměleckou hodnotu“. Tyto názory rychle vyvolaly kritiku členů „tvůrčího proudu“, kteří se zúčastnili Summitu 2020 svolaného Ruddem (18. – 19. dubna 2008) a který vedla herečka Cate Blanchettová.
Dne 6. června 2008 bylo v deníku The Age uvedeno, že policie nebude stíhat Billa Hensona za jeho fotografie nahých teenagerů poté, co byly australskou klasifikační radou a podle PG klasifikace prohlášeny za „mírné a odůvodněné“. S dětmi do 16 let je vhodné takto pracovat s doprovodem rodičů.
Australský učenec Niall Lucy kritizoval Devinovu reakci na Hensonovo umění ve své knize Pomo Oz: Fear and Loathing Down Under. Kniha Davida Marra o incidentu v roce 2008 The Henson case (Honesonův případ) byla v roce 2009 navržena na literární cenu Victorian Premier's Literary Awards a Literární cenu předsedy vlády za rok 2009.

### Výběr modelů
Dne 4. října 2008 se Henson stal středem diskuse znovu poté, když bylo odhaleno v dokumentech z Případu Henson, že v roce 2007 navštívil základní školu St Kilda Park, aby si vybral možné modely pro své další umělecké dílo. Hensonovi byl do školy vstup povolen a v areálu jej doprovodil ředitel Sue Knight a vybral dvě děti, které považoval za vhodné – jeden chlapec byl později fotografován poté, co škola jménem umělce oslovila jeho rodiče. Dne 6. října 2008 zahájilo ministerstvo školství vyšetřování. Šetření ukázalo, že ředitel dodržoval politiku ministerstva a neměl důvod reagovat.

## Výstavy (vybrané)
Několik výstav autora:
1975
- Bill Henson, National Gallery of Victoria, Melbourne[42]

1981
- Three Sequences: Bill Henson, Photographers' Gallery, Londýn

1985
- Bill Henson, Untitled 1983/84, Pinacotheca, Melbourne, Austrálie

1989
- Bill Henson Fotografien, Museum Moderner Kunst, Palais Liechtenstein, Wien

1990
- Bill Henson Photographs, Bibliothèque Nationale, Paříž

1993
- Bill Henson, Tel Aviv Museum of Art

1998
- Bill Henson, ACP Galerie Peter Schuengel, Salcburk

2004
- Presence 3: Bill Henson, The Speed Art Museum, Kentucky

2006
- Bill Henson, Institute of Modern Art, Brisbane

2008
- Bill Henson 1998/1999, Galerie Thierry Marlat, Paříž, Francie[43]

2008
- Bill Henson, Robert Miller Gallery, New York, USA[44]
- Bill Henson, Roslyn Oxley9 Gallery, Sydney, Austrálie[45]

2010
- Bill Henson, Roslyn Oxley9 Gallery, Sydney, Austrálie[45]

2011
- Bill Henson, Tolarno Galleries, Melbourne, Austrálie

2012
- Diane Arbus, Bill Henson, Robert Mapplethorpe, Robert Miller Gallery, New York, USA[44]
- Bill Henson, Roslyn Oxley9 Gallery, Sydney, putovní výstava po Austrálii[45]

2013
- Cloud Landscapes, Art Gallery of New South Wales, Sydney
- The Youth Code!, Christophe Guye Galerie, Curych, Švýcarsko[46]

## Knihy
Hlavní monografie o uměleckém díle:
- Henson, Bill; Keller, Walter; Jaeggi, Martin. Lux et nox. [s.l.]: Scalo ; London : Thames & Hudson ISBN 978-3-908247-55-5.
- Henson, Bill; Annear, Judy; Art Gallery of New South Wales. Henson/Mnemosyne : photographs 1974–2004. [s.l.]: Scalo ; Sydney : Art Gallery of New South Wales ISBN 978-0-7347-6361-7.